# Wiesław Łucyszyn
Wiesław Łucyszyn (ur. 22 października 1939 w Opolu, zm. 13 marca 2022) – polski piłkarz grający na pozycji obrońcy, trener. Wieloletni zawodnik Odry Opole.

## Kariera piłkarska
W 1957 po zdaniu matury, zamierzał podjąć studia na uczelni sportowej, ale matka sprzeciwiała się planom syna i ostatecznie poszedł na fizykę w Wyższej Szkole Pedagogicznej w Opolu, ale już po roku studiów zrezygnował z nich i poszedł do wojska.
Trafił do Jeleniej Góry, gdzie grał w tamtejszej Polonii Jelenia Góra. Wrócił do Odry Opole i zapowiedział sobie, że jeśli w ciągu trzech miesięcy nie zagra w pierwszej drużynie, to wycofuje się ze sportu. 
5 maja 1963 zadebiutował w ekstraklasie w przegranym 2:0 meczu wyjazdowym z Ruchem Chorzów. W sezonie 1963/1964 zakończył z drużyną rozgrywki ligowe na 3. miejscu w ekstraklasie oraz dotarł do półfinału Pucharu Intertoto, w którym Niebiesko-Czerwoni przegrali rywalizację z Polonii Bytom (0:0, 1:2).
Karierę piłkarską zakończył w 1973 roku.

## Kariera reprezentacyjna
W 1963 rozegrał 3 mecze w reprezentacji Polski U-23: z reprezentacją ZSRR, reprezentacją Rumunii i reprezentacją Czechosłowacji.

## Kariera trenerska
Przez prawie całą karierę trenerską był związany z Odrą Opole. Czterokrotnie trenował seniorską drużynę Niebiesko-Czerwonych. Trenował także drużyny juniorskie: z drużyną U-19 zdobył dwukrotnie wicemistrzostwo Polski juniorów (1976, 1981) oraz 3. miejsce na mistrzostwach Polski juniorów (1984).

## Pozostała działalność
Był przewodniczącym, powstałej w 1980 roku, Komisji Zakładowej NSZZ „Solidarność” w Odrze Opole oraz nauczycielem akademickim na Wydziale Wychowania Fizycznego i Fizjoterapii Politechniki Opolskiej, gdzie uczył studentów piłki nożnej.

## Sukcesy

### Zawodnicze
- 3. miejsce w ekstraklasie: 1964
- Półfinał Pucharu Intertoto: 1964

### Szkoleniowe
Odra Opole U-19
- Wicemistrz Polski juniorów: 1976, 1981
- 3. miejsce mistrzostw Polski juniorów: 1984